# Munna caprinsula
Munna caprinsula is een pissebed uit de familie Munnidae. De wetenschappelijke naam van de soort is voor het eerst geldig gepubliceerd in 1994 door Kensley & Schotte.